# Barrio San Miguel, San Luis Potosí
Barrio San Miguel är en ort i Mexiko.   Den ligger i kommunen Aquismón och delstaten San Luis Potosí, i den centrala delen av landet, 240 km norr om huvudstaden Mexico City. Barrio San Miguel ligger 559 meter över havet och antalet invånare är 361.
Terrängen runt Barrio San Miguel är huvudsakligen kuperad, men åt sydost är den bergig. Runt Barrio San Miguel är det ganska tätbefolkat, med 134 invånare per kvadratkilometer. Närmaste större samhälle är Tampate, 5,3 km nordost om Barrio San Miguel. I omgivningarna runt Barrio San Miguel växer i huvudsak städsegrön lövskog.